# Kruszczyk Schmalhausena
Kruszczyk Schmalhausena (Epipactis × schmalhausenii K.Richt.) – mieszaniec międzygatunkowy rośliny wieloletniej należący do rodziny storczykowatych (Orchidaceae). Notowana na pojedynczych i rozproszonych stanowiskach w całej Europie. Jest to mieszaniec kruszczyka szerokolistnego (Epipactis helleborine) z kruszczykiem rdzawoczerwonym (Epipactis atrorubens). Nazwa gatunkowa została nadana na cześć rosyjskiego botanika Johannesa Theodora Schmalhausena, żyjącego w latach 1849–1894).

## Występowanie
Brak dokładnych danych ze względu na rzadkie zjawisko krzyżowania się i brak występowania stabilnej populacji mieszańców. Generalnie spotykany w miejscach występowania gatunków rodzicielskich. Odnotowany m.in. w Górach Kaczawskich w Sudetach Zachodnich (góra Połom, Wapniki, okolice Nowych Rochowic), na Wyżynie Małopolskiej i Śląskiej, w Tatrach oraz w okolicach Białowieży.

## Biologia i ekologia
Rozwój
Bylina, geofit ryzomowy. Kwitnie od czerwca do lipca (do sierpnia. Kwiaty nie produkują nektaru, są jednak odwiedzane przez owady, które zbierają pyłkowiny. Owad siadając na warżce odgina swoim ciężarem jej część szczytową, a pyłkowina przykleja mu się do głowy. W niesprzyjających warunkach (np. podczas długotrwałych opadów), gdy owady nie odwiedzają kwiatów, dochodzi do samozapylenia.
Siedlisko
Rośnie w środowisku gatunków rodzicielskich, czyli w widnych lasach, na łąkach, w zaroślach, na suchych murawach. Lubi miejsca ciepłe i słoneczne. Preferuje gleby o odczynie zbliżonym do obojętnego, o różnym stopniu wilgotności, zasobne w węglan wapnia. W klasyfikacji zbiorowisk roślinnych gatunek charakterystyczny dla Cl. Erico-Pinetea, SubAll. Cephalanthero-Fagenion, Ass. Cephalanthero rubrae-Fagetum.

## Zagrożenia i ochrona
Roślina nie jest objęta w Polsce ochroną gatunkową ze względu na to że nie jest gatunkiem tylko mieszańcem. Ma status taksonu rodzimego lub trwale zadomowionego, nie jest ujęty na czekliście. Zagrożeniem może być niszczenie stanowisk w wyniku gospodarki leśnej i zakwaszanie gleb. Poza tym rośliny mogą być zrywane ze względu na dekoracyjność kwiatów lub być wykopywane przez kolekcjonerów, zważywszy na swoją rzadkość i unikatowość (w Polsce to jedyny regularnie pojawiający się mieszaniec z rodzaju Epipactis).